# St. Michael (Limburg an der Lahn)

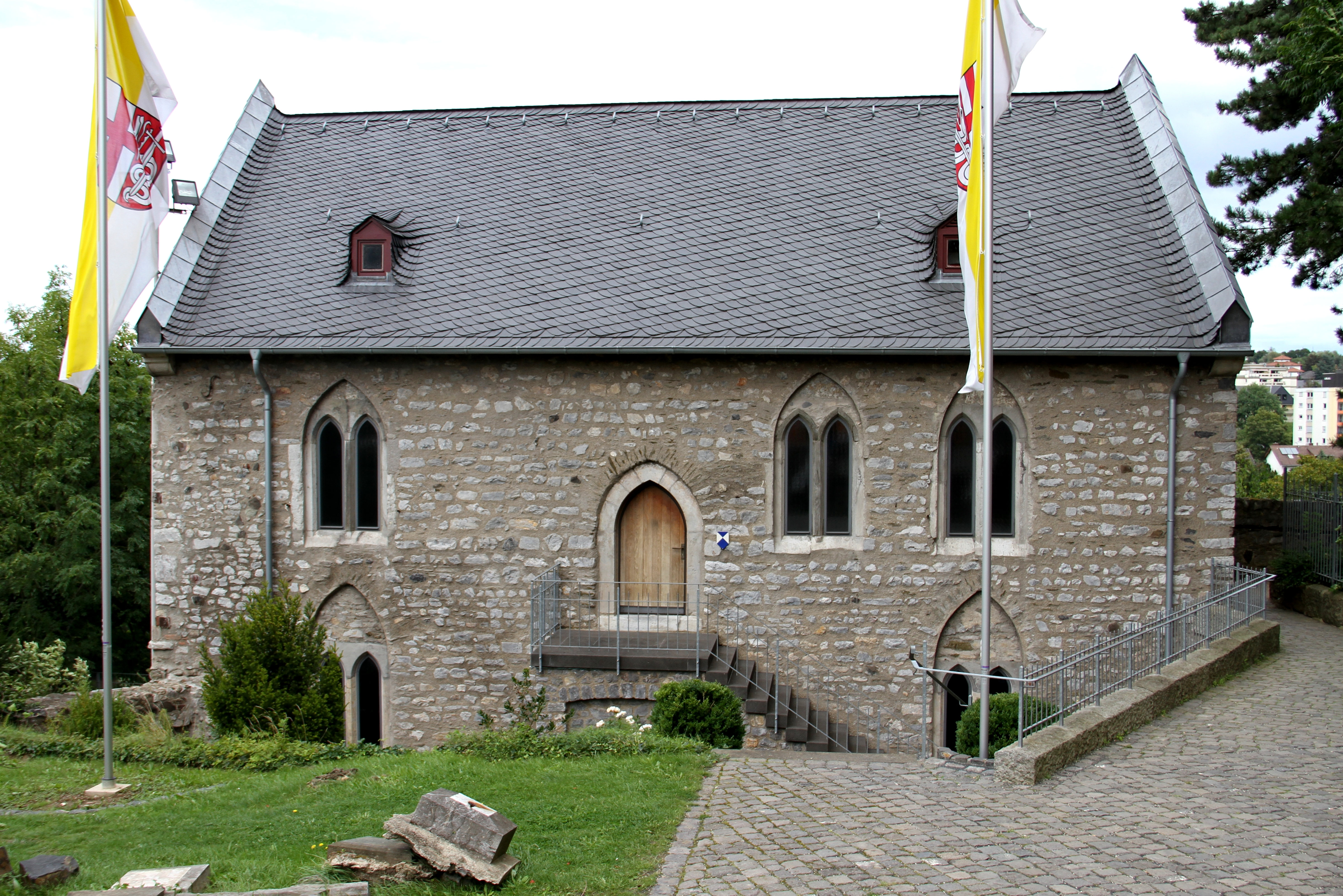
St. Michael von Süden

Lage der Kapelle auf dem Friedhof, unmittelbar an der Kante des Domfelsens (Geländegestaltung von 1873/74)

Die Kapelle St. Michael (auch Michaeliskapelle oder Michaelskapelle, zudem 1445 als St. Thomas erwähnt) in Limburg an der Lahn war die Friedhofskapelle und das Beinhaus (Karner) des ehemaligen Domfriedhofs, auf dessen Gelände sie sich befindet. Das im 13. Jahrhundert errichtete, denkmalgeschützte Gebäude diente ab Mitte des 19. Jahrhunderts zudem als Wohnung des städtischen Totengräbers.

## Geschichte
Erbaut wurde die Kapelle zwischen 1250 und 1270, einige Zeit nach Fertigstellung des Limburger Doms, der 1235 eingeweiht wurde. Geweiht wurde die Kapelle dem Erzengel Michael, der im Christentum als Begleiter der Toten gilt. Der Hauptaltar wurde 1280 vom Kanoniker Rorich (auch Roricius) gestiftet, er wurde um 1325 durch einen Johannesaltar ergänzt, welchen der Ritter Johann von Brunsberg schenkte. Dessen Bruder Dielmann stiftete 1331 und 1345 einen Thomasaltar, der zunächst in einem Anbau untergebracht war, jedoch kurz darauf ebenfalls in das Kapellengebäude verbracht wurde.

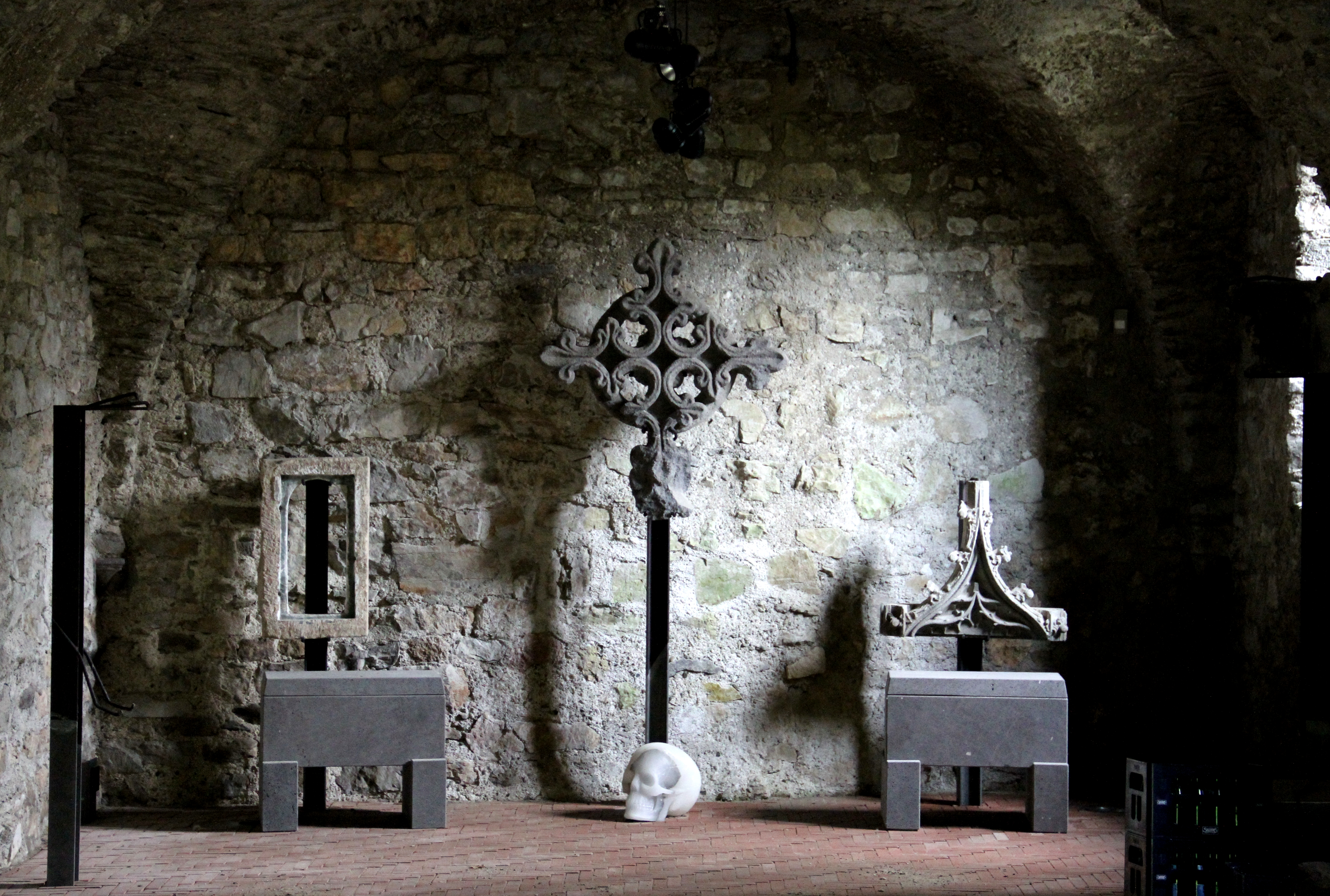
Ehemals als Beinhaus genutztes Untergeschoss mit Grabkreuzen

Als Beinhaus wird die St.-Michaels-Kapelle erstmals 1359 erwähnt, 1366 erscheint sie als „neue Kapelle über dem Beinhaus“. Bis ins 19. Jahrhundert wurde das Untergeschoss des Gebäudes in dieser Funktion genutzt. 1617 wurde ein neues, steileres Dach errichtet, unter dem ein Fruchtspeicher eingerichtet wurde.
Von der Säkularisation sämtlicher Stiftsgebäude in der ersten Hälfte des 19. Jahrhunderts war auch die St.-Michaels-Kapelle betroffen. 1835 ging sie durch Schenkung von der nassauischen Landesregierung an die Stadt Limburg über.
Nachdem die Kapelle 1853 aus unbekannten Gründen fast vollständig ausgebrannt war, wurde wieder ein flaches Satteldach aufgesetzt. Dazu wurde der teilweise eingestürzte Ostgiebel aus dem alten Material neu aufgebaut. Gleichzeitig wurde das gotische Westfenster verschlossen, die durch den Brand beschädigten Steingewände der übrigen Fenster wurden mit Holz ausgebessert.
1857 richtete man im Obergeschoss der Kapelle die Wohnung für den Totengräber ein, als im Zuge einer Friedhofserweiterung das bis dahin für diesen Zweck genutzte ehemalige Stiftshaus niedergelegt wurde. Zudem wurde in dem Gebäude das neue Leichenzimmer untergebracht. 1882 wurde am Schafsberg der neue städtische Friedhof errichtet, jedoch fanden bis in die 1920er Jahre hinein noch Beerdigungen auf dem Domfriedhof statt, so dass die Kapelle noch 1907 als Wohnung genutzt wurde.
Die Kapelle steht aufgrund ihrer geschichtlichen, künstlerischen sowie städtebaulichen Bedeutung unter Denkmalschutz. Sie befindet sich im Besitz des bischöflichen Ordinariats des Bistums Limburg und wird für Pressekonferenzen genutzt.

## Architektur

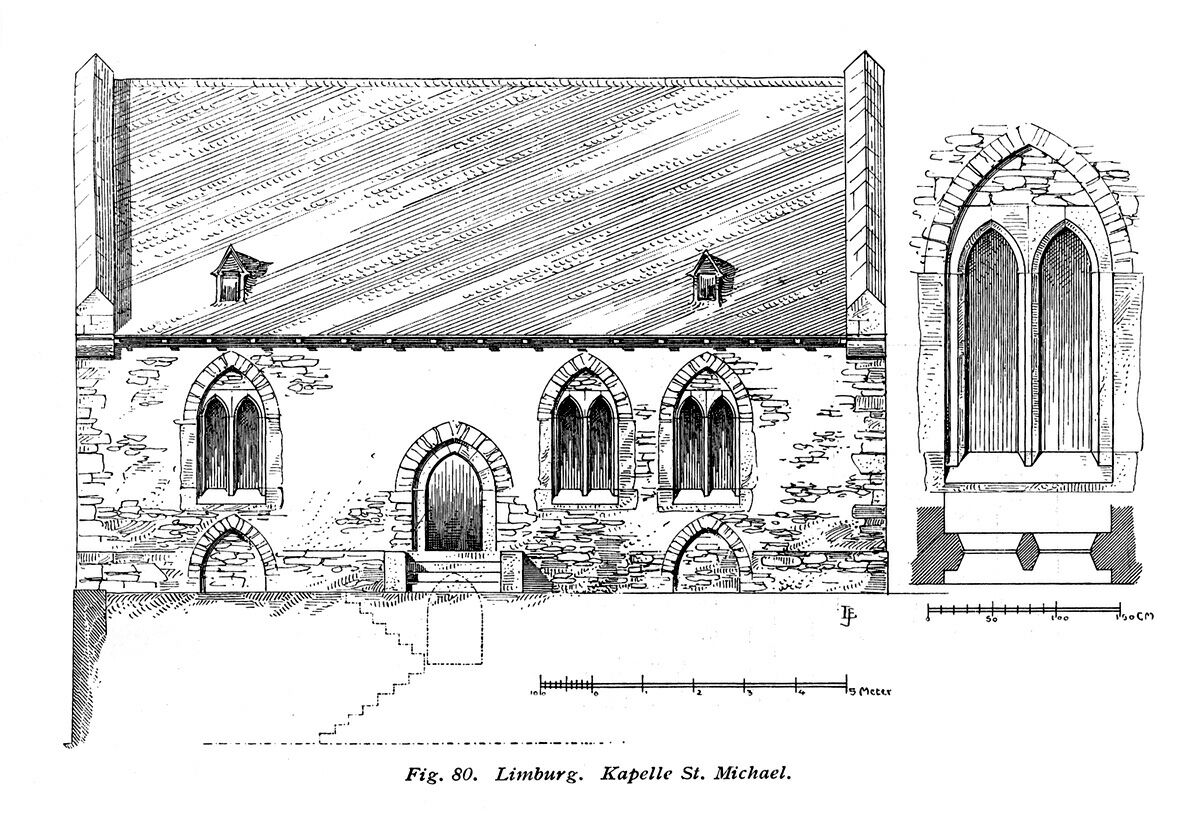
Rekonstruktionszeichnung Ferdinand Luthmers (1907). Dargestellt ist das Obergeschoss. Das Untergeschoss ist durch Aufschüttung größtenteils verdeckt. Rechts ist eines der Lanzettfenster im Detail abgebildet.

Die St.-Michaels-Kapelle ist ein zweigeschossiger Massivbau aus Bruchstein, der ursprünglich verputzt war. Das Gebäude steht unmittelbar am Rand des steil zur Lahn hin abfallenden Domfelsens. Das Untergeschoss befindet sich auf der ursprünglichen Höhe des Domfriedhofs, während das Obergeschoss etwa auf der heutigen Höhe des Domplatzes liegt. Daher wurde im 19. Jahrhundert das Gelände auf der Südseite der Kapelle aufgeschüttet, der ursprüngliche Eingangsbereich wurde erst Anfang des 21. Jahrhunderts wieder freigelegt und rekonstruiert.
Das Untergeschoss gründet auf einer vier Meter tiefer liegenden Terrasse des Domfelsens und ist als dreijochiges, rundbogiges Kreuzgewölbe ohne Rippen und Gurte ausgeführt. Dessen Kämpfer ruhen auf achteckigen, leicht abgerundeten Kragsteinen. Zugänglich ist das Untergeschoss durch eine gotische Tür auf der Mittelachse der Südseite sowie ein Portal auf der Westseite.
Das Obergeschoss ist flach gedeckt. Die ursprüngliche Holztreppe zum Haupteingang der Kapelle auf der Südseite wurde im Zuge der Rekonstruktion durch eine Steintreppe ersetzt. Die Kämpfer des Obergeschosses setzen auf runden Kragsteinen auf. Von der ursprünglichen Ausgestaltung als Kapelle ist seit dem 19. Jahrhundert nichts erhalten geblieben, auf der Südseite ist jedoch noch eine Nische erkennbar, die mutmaßlich den Sakramentenschrank beherbergte.
Beide Geschosse weisen gekuppelte Lanzettfenster auf, welche zwischenzeitlich teilweise zugemauert waren. Es handelt sich dabei um spitzbogige Fenster mit abgefasten Steingewänden, die paarweise in ungegliederten Spitzbogenblenden liegen. Unter zwei dieser Fenster finden sich flache Blendnischen.